# 桶村久美子
桶村 久美子（おけむら くみこ、6月15日 - ）は、日本のアナウンサー、ラジオパーソナリティ、カラーコーディネーター。

## 来歴・人物
身長163cm（1979年当時）奈良県奈良市出身。大谷女子短期大学英語科卒業後、朝日放送でアナウンサーを2年間勤めた。1974年に退社、大阪テレビタレントビューロー（TTB）で活躍。
1970年の大阪万博（日本万国博覧会）の時にサウジアラビア館でホステスを務めていたことがあった.

## 過去の出演番組
テレビ
- 2時のワイドショー （読売テレビ）

ラジオ
- サーティーズへの贈り物 （朝日放送）[2]
- 歌謡大全集 （朝日放送）[2]
- トヨタウィークエンドパトロール （朝日放送）
- 3時ですもうすぐ夜明けABC （朝日放送）[2]
- ナイス9!長沢彰彦です （朝日放送）
- 東芝サタデーワイド　仁鶴のなんやかんや土曜日です （朝日放送）
- 小林大作のメモリーズ・オブ・ユー （朝日放送ラジオ）
- 阿部牧郎とその一味（ラジオ大阪）[2]
- あの町あの人この話題（ラジオ大阪）
- いきいきタウンレーダー（ラジオ大阪）
- 洋盤アワー（ラジオ大阪）[2]
- ミセスヤングタウン（毎日放送ラジオ）[2]
- 話のターミナル （KBS京都）他